# 仁更
仁更（藏語：རིན་རྐན།），印度阿鲁纳恰尔邦东桑朗县巴昔卡乡的一个居民点，地处雅鲁藏布江南岸，人口254人。目前该地属于中华人民共和国与印度领土争议地区，中国将其划归西藏自治区林芝市墨脱县管辖，是中华人民共和国民政部第四批增补藏南地区公开使用地名中的一个。